# Anna Lisa Odelqvist-Kruse
Anna-Lisa Odelqvist-Kruse, född Odelqvist 9 juni 1925 i Stockholm, död 6 februari 2000 i Lidingö, var en svensk textilkonstnär.

## Biografi
Efter studier vid Otte Skölds målarskola och NKI-skolan utbildades Odelqvist-Kruse vid Konstfacks avdelning för textil 1946–1948. Hon anställdes vid textilateljén Licium sommaren 1948 efter att ha vunnit en pristävling. Den var arrangerad av Hantverkslotteriet i Stockholm och Licium och förstapriset innebar ett anställningserbjudande från Licium. Med Sofia Widén som chef på Licium fick hon insikt i hur liturgisk textil och kyrkorummet samspelade. Odelqvist-Kruse arbetade hos Licium fram till 1952.
Bland hennes arbeten från tiden på Licium kan nämnas grön mässhake för Botkyrka (1948), vit mässhake för Sofiahemmet i Stockholm (1950) och kormatta i flossateknik till Augerums kyrka (1951),
Odelqvist-Kruse blev föreståndare för AB Persson textil 1952. Företaget arbetade främst med försäljning av textila material, formgivning av mattor och även tillverkning av mattor. Hennes främsta uppgift var formgivning och mönsterritningar av mattor som sedan skulle tillverkas i hemmen.
Hon anställdes hos Libraria 1952 och blev där från 1954 både föreståndare/chef och konstnärlig ledare. Hon utsågs till verkställande direktör 1969 och kvarstod som det till 1980. Under hennes ledning började Libraria tillverka även profan konst och rikta sin marknadsföring mot privatpersoner. 1961 flyttade Libraria till nya utställnings- och försäljningslokaler i Gamla stan och nådde på det sättet lättare ut till allmänheten. Efter ha lämnat posten som VD arbetade hon vidare som konstnärlig ledare fram till 1985 då hon gick i pension och efterträddes av Iris Siggelin. Hon arbetade vidare på Libraria till 1987 som konsult.
Bland egna arbeten under tiden på Libraria kan nämnas  altartavlan i Österhaninge kyrka (1973) och i Segeltorps kyrka, Huddinge kommun (1984), en av landet finaste kormattor i Ramsele nya kyrka (1958) som föreställer den s.k. "Harrselekungen" - en tusenårig tall från Ramsele socken, antependier till kyrkorna i Skoghall (1957), Robertsfors (1957) och Karlskoga (1958), väggstycke för Norrstrands kyrka i Karlstad (1974), en korkåpa till Kristine kyrka i Falun (1978), en resekåpa för ärkestiftet (1980) och sju biskopsskrudar för olika stift.   
Efter att ha lämnat Librarias fortsatte hon sin konstnärliga verksamhet. Bland hennes arbeten från denna tid kan nämnas korkåpa och liturgiska textilier till Lidingö kyrka (1987–1990), altarbrun, stolor och mässhake till SIdensjö kyrka (1987–1996). De flesta av dessa textilier färdigställdes i samarbete med Ateljé La Pelote som leddes av Gunilla Hjort.    
Odelqvist-Kruse arbetade mycket med symboler och hennes mål var att få sin textila konst att passa in i den omgivande miljön. Hon var även noga med att försöka anpassa den liturgiska färgskalan till kyrkorummets egna färger. Odelqvist finns representerad vid Nationalmuseum i Stockholm.
Hon var dotter till kriminalöverkonstapel Gustaf Odelqvist och hans hustru Lisa, född Karlsson. Hon var gift med affärsmannen Alvar Ekström 1954–1959 och kyrkoherde Sven Kruse (1905–1987) från 1960.
Anna-Lisa Odelqvist-Kruse är begravd på Sollefteå kyrkogård.

## Galleri

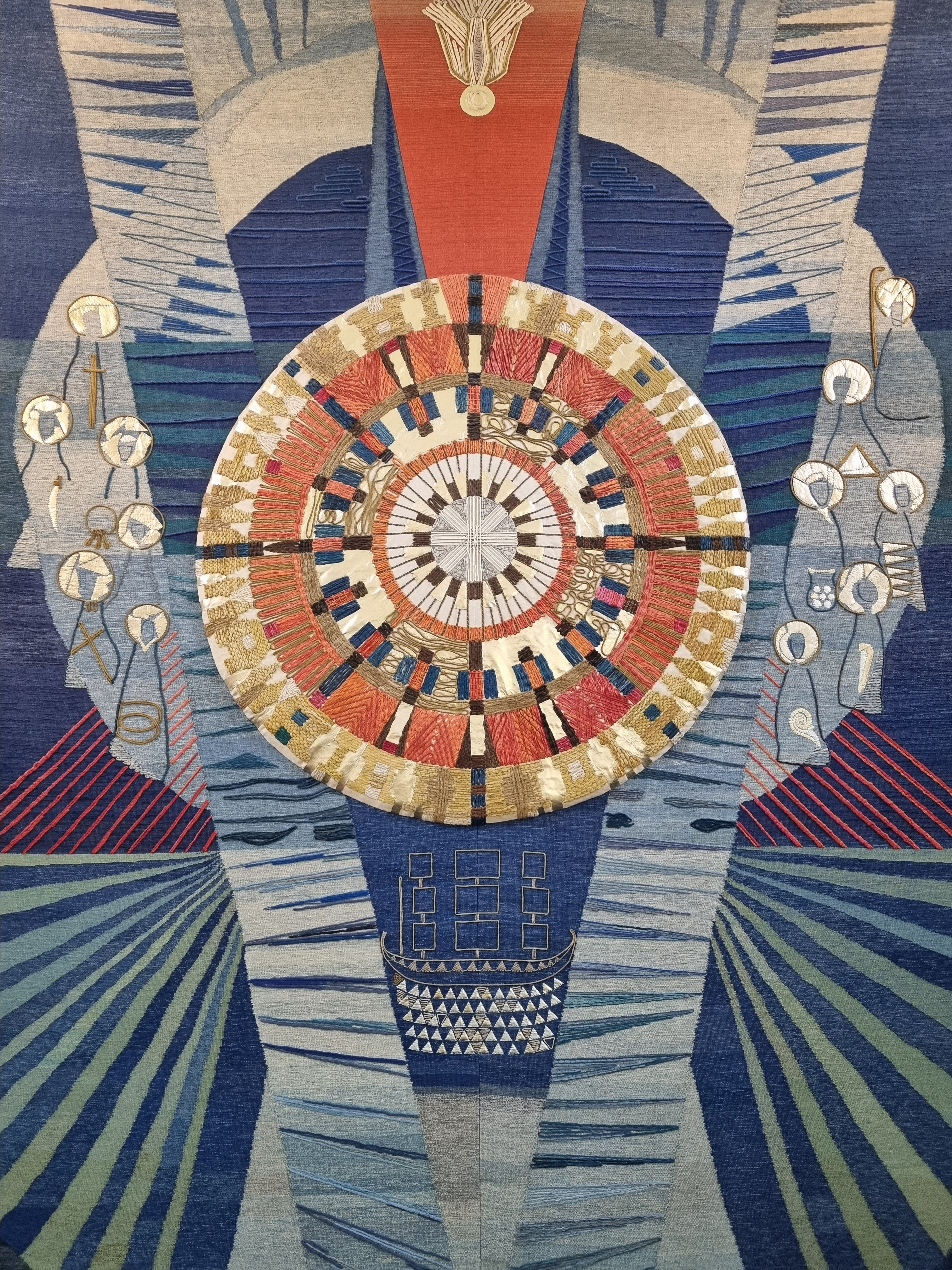
Hela jorden är full av Hans härlighet, altaruppsats i Immanuelskyrkan, Norrköping, 1975.
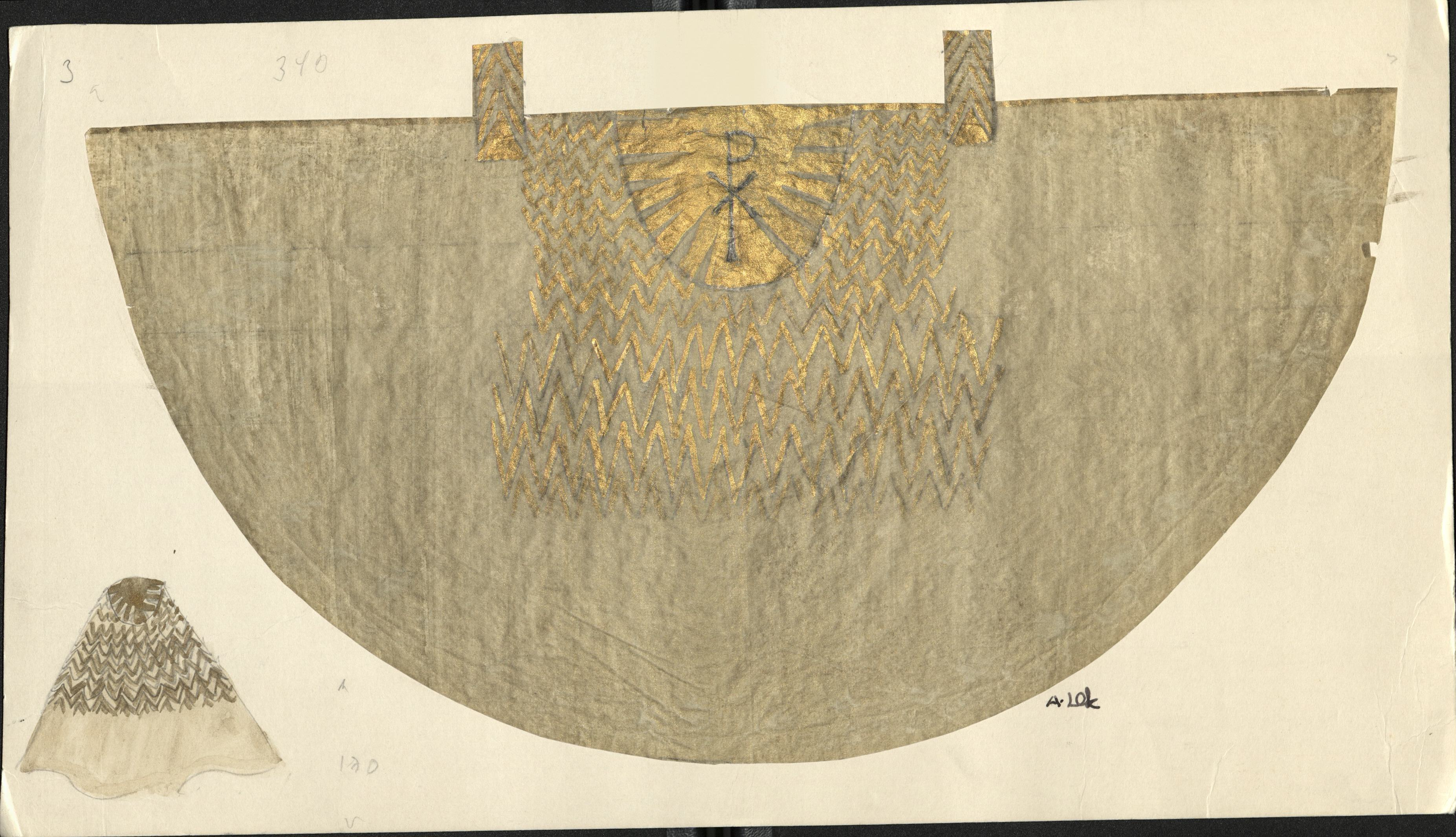
Korkåpa från Falu Kristine församling.